# Frost Air
Frost Air ist eine schwedisch-dänische Charterfluggesellschaft mit Sitz am und Basis auf dem Flughafen Malmö.

## Geschichte
Frost Air wurde im Jahr 2021 gegründet und startete den Charterbetrieb im darauffolgenden Jahr. Sämtliche Flüge wurden unter dem Air Operator Certificate (AOC) und mit Flugzeugen der estnischen Nyx Air durchgeführt.
Am 1. Mai 2024 erhielt die Gesellschaft ein eigenes AOC von der dänischen Luftfahrtbehörde.

## Flugziele
Frost Air bietet Charterflüge hauptsächlich in Europa, aber auch in Afrika und Asien an. Ihre Kunden sind unter anderem Unternehmen, Gesundheitseinrichtungen und Sportvereine wie die deutschen Fußballvereine Borussia Dortmund und RB Leipzig.

## Flotte
Mit Stand April 2025 besteht die Flotte der Frost Air aus vier Flugzeugen mit einem Durchschnittsalter von 28,9 Jahren:
| Flugzeugtyp | Anzahl | bestellt | Anmerkungen  | Sitzplätze | Durchschnittsalter |
| ----------- | ------ | -------- | ------------ | ---------- | ------------------ |
| Saab 2000   | 4      |          | eine inaktiv | 50         | 28,9 Jahre         |
| Gesamt      | 4      | -        |              |            | 28,9 Jahre         |